# Ambasadorowie Chin w Tajlandii
Chińska Republika Ludowa posiada swojego przedstawiciela w randze ambasadora w stolicy Królestwa Tajlandii, Bangkoku od 1976 roku.
| L.p. | Ambasador     | Okres pełnienia funkcji       |
| ---- | ------------- | ----------------------------- |
| 1.   | Chai Zemin    | styczeń 1976 – maj 1978       |
| 2.   | Zhang Weilie  | lipiec 1978 – czerwiec 1981   |
| 3.   | Shen Ping     | sierpień 1981 – sierpień 1985 |
| 4.   | Zhang Dewei   | sierpień 1985 – marzec 1989   |
| 5.   | Li Shichun    | marzec 1989 – grudzień 1993   |
| 6.   | Jin Guihua    | styczeń 1994 – lipiec 1997    |
| 7.   | Fu Xuezhang   | wrzesień 1997 – luty 2001     |
| 8.   | Yan Ting’ai   | luty 2001 – maj 2004          |
| 9.   | Zhang Jiuhuan | maj 2004 – styczeń 2009       |
| 10.  | Guan Mu       | od lutego 2009                |